# Jacques Auger
Jacques Auger est un acteur québécois né le 16 janvier 1901 à Hull (Québec) et décédé le 9 décembre 1977 à l'âge de 76 ans, un mois avant son 77e anniversaire.

## Biographie
Il a été le premier Boursier au Québec en art dramatique et part étudier à Paris (en 1929). Il sera comédien pensionnaire à l'Odéon. 
Revenu à Montréal, il sera de toutes les scènes montréalais pendant près de quarante ans (le Stella, les Compagnons de Saint-Laurent, au TNM, etc) essentiellement dans un théâtre classique
Au cinéma, il a joué dans La Forteresse et à la télévision dans plusieurs téléromans populaires.
Il se marie en 1930 avec Laurette Larocque (alias Jean Desprez) qui lui donne une fille, Jacqueline Laurent, également actrice.
Sa sépulture est située dans le Cimetière Notre-Dame-des-Neiges, à Montréal.

## Filmographie
- 1947 : La Forteresse : Albert Frédéric
- 1951 : La Treizième Lettre (The 13th Letter) : Priest
- 1952 : Étienne Brûlé gibier de potence : Samuel de Champlain
- 1953 : La Feuille au vent (série télévisée) : M. Bellavance
- 1954 : 14, rue de Galais (série télévisée) : Dr Turcotte
- 1955 : L'Avocat de la défense
- 1955 - 1958 : Quatuor : Élisabeth (1955), L'Étrangleur (1956), La Maison du bord de l'eau (1957), Les Héritiers (1958)
- 1955 - 1956 : Je me souviens (série télévisée) : Louvois
- 1956 - 1970 : Les Belles Histoires des pays d'en haut (série télévisée) : Dr Jules Prévost
- 1958 - 1959 : Sang et Or (série jeunesse)
- 1959 - 1961 : En haut de la pente douce (série télévisée) : Charles Savard
- 1959 - 1962 : Ouragan (série télévisée) : Paul Palandier
- 1961 - 1962 : Dans ma rue (émission de télévision)
- 1962 - 1963 : Marcus (série jeunesse)
- 1962 : Louis-Hippolyte Lafontaine
- 1965 : La Corde au cou : L'acteur
- 1966 - 1977 : Rue des Pignons (série télévisée) : Jérôme Brissette